# POP THE TOP!
『POP THE TOP!』（ポップ・ザ・トップ!）は、森川美穂の7枚目のオリジナル・アルバム。1991年3月6日に東芝EMI/EASTWORLDから発売された。

## 解説
- テレビ朝日系列「いつか行く旅」テーマ曲「LOVIN' YOU」含む全10曲。
- 全曲ロサンゼルス・レコーディング。
- ダンサブルな曲が中心となっており、ライブ感を出す為、全曲ハンドマイクでボーカル録りをした。
- 10曲中7曲の作詞は森川。1曲は作曲も手掛ける。
- オリコンアルバムチャート4位を記録。

## 収録曲
| #         | タイトル                         | 作詞      | 作曲            | 編曲             | 時間  |
| --------- | -------------------------------- | --------- | --------------- | ---------------- | ----- |
| 1.        | 「Boys＆Girls」                  | 森川美穂  | 井上ヨシマサ    | 松本晃彦         | 4:51  |
| 2.        | 「LOVIN' YOU（L.A. Mix）」       | 麻生圭子  | 井上ヨシマサ    | 米光亮           | 4:44  |
| 3.        | 「雨が嫌いな理由」               | 森川美穂  | 羽田一郎        | 中村哲           | 4:52  |
| 4.        | 「25時には眠れない（L.A. Mix）」 | 麻生圭子  | 鴨井学          | 米光亮           | 4:49  |
| 5.        | 「風のように」                   | 森川美穂  | 嶋田陽一        | 米光亮           | 5:23  |
| 6.        | 「失恋旅行」                     | 麻生圭子  | 楠瀬誠志郎      | 松本晃彦         | 4:02  |
| 7.        | 「パニック」                     | 森川美穂  | Mother's Rhythm | 松本晃彦         | 4:09  |
| 8.        | 「うわさ」                       | 森川美穂  | 森川美穂        | 松本晃彦         | 5:21  |
| 9.        | 「あの夏を忘れない」             | 森川美穂  | 安田信二        | 松本晃彦         | 5:05  |
| 10.       | 「BECAUSE」                      | 森川美穂  | 伊藤美奈子      | ジョー・リノイエ | 5:03  |
| 合計時間: | 合計時間:                        | 合計時間: | 合計時間:       | 合計時間:        | 48:19 |